# Columnea microcalyx
Columnea microcalyx är en tvåhjärtbladig växtart som beskrevs av Johannes von Hanstein. Columnea microcalyx ingår i släktet Columnea och familjen Gesneriaceae. Inga underarter finns listade i Catalogue of Life.